# Ronde van Spanje 1960
De 15e editie van de Ronde van Spanje ging op 29 april 1960 van start in Gijón, in het noorden van Spanje. Na 3566 kilometer en 17 etappes werd op 15 mei in Bilbao gefinisht. De ronde werd gewonnen door de Belg Frans De Mulder. 

## Eindklassement
Frans De Mulder werd winnaar van het eindklassement van de Ronde van Spanje van 1960 met een voorsprong van 15 minuten en 21 seconden op Armand Desmet. In de top tien eindigden zeven Spanjaarden. 
| rang | renner              | land   | ploeg        | tijd        |
| ---- | ------------------- | ------ | ------------ | ----------- |
| 1    | Frans De Mulder     | België | Groene Leeuw | 103u 05'57" |
| 2    | Armand Desmet       | België | Groene Leeuw | + 15'21"    |
| 3    | Miguel Pacheco      | Spanje | Licor 43     | + 19'24"    |
| 4    | Antonio Karmany     | Spanje | Kas          | + 22'03"    |
| 5    | Juan Campillo       | Spanje | Kas          | + 29'50"    |
| 6    | Fernando Manzaneque | Spanje | Faema        | + 31'58"    |
| 7    | Salvador Botella    | Spanje | Faema        | + 32'58"    |
| 8    | Benigno Azpuru      | Spanje | Kas          | + 35'08"    |
| 9    | Jesús Loroño        | Spanje | Majestad     | + 38'11"    |
| 10   | Arthur De Cabooter  | België | Groene Leeuw | + 44'42"    |

## Etappe-overzicht
| Etappe | Van - naar              | Km       | Etappewinnaar              | Klassementsleider   |
| ------ | ----------------------- | -------- | -------------------------- | ------------------- |
| 1      | Gijón                   | 8 (TTT)  | Faema                      | Gabriel Mas         |
| 2      | Gijón - La Coruña       | 235      | Felipe Alberdi             | Felipe Alberdi      |
| 3      | La Coruña - Vigo        | 187      | Antonio Barrutia           | Antonio Barrutia    |
| 4      | Vigo - Orense           | 105      | Frans De Mulder            | Antonio Barrutia    |
| 5      | Orense - Zamora         | 287      | Antonio Gómez del Moral    | Jesús Galdeano      |
| 6      | Zamora - Madrid         | 250      | Nino Assirelli             | Fernando Manzaneque |
| 7      | Madrid                  | 209      | Frans De Mulder            | Fernando Manzaneque |
| 8      | Guadalajara - Zaragoza  | 264      | Arthur De Cabooter         | Fernando Manzaneque |
| 9      | Zaragoza - Barcelona    | 269      | Salvador Botella           | Frans De Mulder     |
| 10     | Terrassa - Barbastro    | 240      | Alfons Sweeck              | Armand Desmet       |
| 11     | Barbastro - Pamplona    | 267      | Vicente Iturat             | Armand Desmet       |
| 12     | Pamplona - Logroño      | 179      | Jesús Galdeano             | Armand Desmet       |
| 13     | Logroño - San Sebastián | 211      | Federico Martín Bahamontes | Armand Desmet       |
| 14     | San Sebastián - Vitoria | 263      | Antonio Suárez             | Armand Desmet       |
| 15     | Vitoria - Santander     | 232      | Arthur De Cabooter         | Armand Desmet       |
| 16     | Santander - Bilbao      | 192      | Frans De Mulder            | Frans De Mulder     |
| 17a    | Bilbao - Guernica       | 116      | Frans De Mulder            | Frans De Mulder     |
| 17b    | Guernica - Bilbao       | 53 (ITT) | Antonio Karmany            | Frans De Mulder     |